# 1861 Komenský
Az 1861 Komensky (ideiglenes jelöléssel 1970 WB) a Naprendszer kisbolygóövében található aszteroida. Luboš Kohoutek fedezte fel 1970. november 24-én.